# The Night Flight Orchestra
The Night Flight Orchestra is een Zweedse rockband uit Helsingborg. De muziek van The Night Flight Orchestra bevindt zich op het snijvlak van classic rock en AOR. Verder refereert de muziek aan hardrock, zoals die in de jaren '70 en '80 werd gemaakt.

## Bandhistorie
De band werd opgericht tijdens de Noord-Amerikaanse tour van de Zweedse band Soilwork in 2007. In de tourbus raakten Soilwork-zanger Björn Strid en live-gitarist David Andersson in gesprek over hardrock en classic rock-muziek. Ze besloten samen een band, The Night Flight Orchestra, op te richten. Deze band werd aangevuld met Sharlee D'Angelo (bas), Richard Larsson (keyboard) en Jonas Källbäck (drums). Deze waren afkomstig uit andere bands, waaronder Arch Enemy.
De band bracht haar debuutalbum Internal Affairs uit op 18 juni 2012 en speelde haar eerste live-optreden op 1 augustus 2013 in Lidköping. Het jaar erna speelde de band op het Sweden Rock Festival, waar ze gitarist Sebastian Forslund ontmoette. Met Forslund als extra versterking in de band werd het tweede studio-album, Skyline Whispers, opgenomen en uitgebracht in de zomer van 2015. Hierna tekende de band bij het label Nuclear Blast, waar Strids 'hoofdband' Soilwork ook bij getekend heeft.
Het derde album, Amber Galactic, werd uitgebracht op 19 mei 2017. Dit album bereikte de 43 plaats in de Duitse hitlijst en werd ook een bescheiden succes in de hitlijsten van Zwitserland en Oostenrijk. Het album werd genomineerd voor de Zweedse Grammis in de categorie Hard Rock/Metal. Hierna speelde de band haar eerste optreden buiten Zweden, op het Duitse Rock Hard Festival, wat gevolgd werd door een Europese tour. 
In de zomer van 2018 volgde het album Sometimes the World Ain't Enough. Dit album haalde de 34e plek in de Zweedste hitlijst en de 16e plaats in Duitsland. De band speelde zowel in 2018 als 2019 op meerdere hard rock/metal-festivals en trad op als support act bij de tour van de Belgische rockband Black Mirrors.
In februari 2020 volgde het album Aeromantic. Källsbäck speelde op dit album op hetzelfde drumstel dat door ABBA gebruikt werd op het album Super Trouper. Tijdens de opnames van dit album verliet Larsson de band. Het album behaalde de hitlijsten in Duitsland, Zwisterland, Oostenrijk en Zweden. De Europese tour werd na enkele optredens vanwege de coronapandemie stopgezet. Omdat de band niet kon optreden ging zij terug naar de studio om het album Aeromantic II op te nemen. Ook dit album werd een succes in Duitstalige landen en Europa. Op 14 steptember 2022 liet de band weten dat oprichter David Andersson was overleden aan een combinatie van alcoholisme en worstelingen met de geestelijke gezondheid.

## Bandleden
- Björn Strid - zang (2007 - heden)
- David Andersson - gitaar (2007 - 2022; overleden in 2022)
- Sharlee D'Angelo - basgitaar (2007 - heden)
- Richard Larsson - keyboard (2007 - 2020)
- Jonas Källsbäck - drums (2007 - heden)
- Sebastian Forslund - gitaar, percussie (2014 - heden)

Bij live-optredens wordt de band ondersteund door John Lönnmyr (keyboard, sinds 2020) en achtergrondzangers Anna Mia Bonde (tot 2022), Anna Brygård, en Åsa Lundman (sinds 2022).

## Discografie
- Internal Affairs (2012)
- Skyline Whispers (2015)
- Amber Galactic (2017)
- Sometimes the World Ain't Enough (2018)
- Aeromantic (2020)
- Aeromantic II (2022)